# Zach Weiner
Zachary « Zach » Alexander Weinersmith, né Zachary Alexander Weiner le 5 mars 1982, est un auteur et un illustrateur de bande dessinée américain. Il est surtout connu pour la bande dessinée en ligne Saturday Morning Breakfast Cereal (abrégé SMBC), traduite en français par Phiip sur le portail des Éditions Lapin sous le titre Les Céréales du dimanche matin. Il participe également à l'écriture de deux autres bandes dessinées en ligne, Captain Excelsior et Snowflakes. 
En 2009, il fonde le SMBC Theater avec James Ashby et Marty Weiner.

## Biographie
Weinersmith a été élevé dans une famille juive laïque de Californie, il écrit et dessine des bandes dessinées depuis l'école secondaire. Il fait ses premières armes à ce niveau sur Internet au tournant des années 2000. 
Ses premières bandes dessinées en ligne font généralement trois cases et plus. Après 2002, il se concentre sur des dessins humoristiques en une seule case.
Avec le succès de son travail sur Internet, Weinersmith décide de retourner étudier en sciences à l'université afin d'y satisfaire ses intérêts personnels et de trouver de nouvelles sources d'inspiration. Il s'inscrit d'abord en biochimie, pour ensuite opter pour la physique.
En 2014, il propose l'édition d'un livre, Augie and the Green Knight au financement participatif sur le site Kickstarter, qui attire plus de 9 000 investisseurs pour plus de 380 000 dollars récoltés en un mois. L'ouvrage, illustré par l'auteur français de bande dessinée Boulet, est inspiré du roman de chevalerie Sire Gauvain et le Chevalier vert,.

## Publications en anglais
- A Saturday Morning Breakfast Cereal Collection

1. Save Yourself, Mammal!, Breadpig Inc., août 2011,  (ISBN 978-0-9828537-0-2)
2. The Most Dangerous Game, Breadpig Inc., décembre 2011,  (ISBN 978-0-9828537-1-9)
3. Science Ruining Everything Since 1543, Breadpig Inc., août 2013,  (ISBN 978-0-9828537-3-3)

- Augie and the Green Knight  (ill. Boulet), février 2015

### Publication en français
- Pour la Science ! : Une compilation de gags scientifiques tirés du webcomics Les Céréales du dimanche matin  (trad. de l'anglais, préf. Boulet), Saint-André-lez-Lille (Nord), Lapin, coll. « Ascenseur pour le Pilon », mai 2014, 200 p. (ISBN 978-2-918653-45-5)